# Ljubimac Krik
Ljubimac Krik јe epizoda seriјala Mali rendžer (Kit Teler) obјavljena u Lunov magnus stripu #250. Epizoda јe premijerno u bivšoj Jugoslaviji objavljena u 29. aprila 1977. godine. Koštala je 10 dinara (0,54 $; 1,29 DEM). Epzioda je imala 78 stranica. Izdavač јe bio Dnevnik iz Novog Sada. Sveska je prvi deo duže epizode, koja se nastavlja u svesci pod nazivom Fakir Sumbatra (LMS-251) Autor naslovne strane je nepoznat. Nakon ove epizode u svesci su objavljeni stripovi "Nepoželjni" i "Šeprtlja Bert".

## Originalna epizoda
Epizoda je premijerno objavljena u Italiji u svesci #109 i #110. pod nazivom Uomini violenti i La tenda gialla u izdanju Serđo Boneli Editore u decembru 1972. i januaru 1973. godine. Koštale su 200 lira (0,34 $; 1,09 DEM). Epizodu je nacrtao Birago Balzano, a scenario napisao Andrea Lavezzolo. U #109 je objavljeno prvih 36 strana epizode, dok je ostatak objavljen u #110.

## Kratak sadržaj
Nemirni dani izazvani snažnim vetrom i olujom teku u utvrđenju rendžera u Teksasu. U obližnjem gradiću nalazi se cirkus koji vodi Herman Rojter. Glavna zvezda je čimpanza po imenu Krik. Jednog dana, Krik beži iz cirkusa i dolazi u utvrđenje. Pravu pometnju sve dok Čin Lao nije došao na ideju kako da ga uhvati u zamku. Krika stavljaju u zatvor u kome je bio Zubati Bil, koji je sada pušten. Posle nekoliko dana, komandant utvrđenja odlučuje da se Krik vrati crikusu. Taj zadatak poverava Kitu i Ani 4 Pištolja. Kada dolaze u cirkus, Kit i Ani saznaju da je Herman ostao bez novca i da će morati da proda cirkus da bi preživeo. Pošto se Krik vratio, Herman organizuje novu predstavu očekujući da će Krik, koji je najpopularnja životnja, povratiti publiku. Međutim, uskoro saznaje da i krotitelj Karlo Selcer napušta cirkus i sa sobom vodi lava i lavicu u drugi cirkus. Herman ponovo pada u depresiju.
Gordon je cirkuski klovn čija je popularnost naglo porasla nakon Krikovog nestanka. Njemu ne odgovara što se Krik vratio u cirkus i na sledećoj predstavi pokušava da ga ubije. Najpre mu je presekao uže dok je izvodio tačku, a potom je zapalio ceo cirkus.  Karlo, koji ga je video kako postavlja vatru, počinje da ga juri, ali Gordon beži na ulicu gde ga gaze kočije. U međuvremenu požar se rasplamsao.

### Priprema za Klaretin odlazak
U jednom trenutku Ani saopštava Kitu kako se Roza Morning priprema da sa Klaretom napusti utvrđenje ili je barem pošalje na školovanje i neki veći grad. Kit je duboko pogođen ovom vešću. Ovi događaji opisani su kasnije u LMS-262 i LMS-263.

## Prethodna i naredna sveska
Prethodna sveska nosi naziv Agent-03, (LMS-247), a naredna Fakir Sumabatra (LMS-251).